# Миријам Сила
Миријам Фатиме Сила (итал. Miriam Fatime Sylla; 8. јануар 1995) италијанска је одбојкашица која игра на позицији примача сервиса и тренутно наступа за Веро Волеј из Монце.

## Каријера
Рођена је у Палерму, а родитељу су јој пореклом из Обале Слоноваче, преселила се као млада са породицом у Валгрегентино, у Ломбардији.
У каријери је наступала за италијанске клубове Карнаги, Фопапедрети, Имоко Волеј и Веро Волеј.
Од 2015. игра за сениорску репрезентацију Италије са којом је наступала на два Олимпијска турнира 2016. и 2020. године. Са државним тимом је освојила златну медаљу на Европском првенству 2021.